# Tony Cingrani
Anthony Michael Cingrani (né le 5 juillet 1989 à Evergreen Park, Illinois, États-Unis) est un lanceur gaucher qui a évolué dans la Ligue majeure de baseball entre 2012 et 2018.

## Carrière

### Reds de Cincinnati
Joueur des Owls de l'Université Rice, Tony Cingrani est un choix de troisième ronde des Reds de Cincinnati en 2011. 
Il fait ses débuts dans le baseball majeur avec Cincinnati le 9 septembre 2012 comme lanceur de relève contre les Astros de Houston et réussit 5 retraits sur des prises en 3 manches lancées.
À sa saison recrue 2013, il est surtout employé comme lanceur partant, amorçant 18 matchs des Reds en plus de faire 5 présences en relève. En 104 manches et deux tiers lancées, il conserve une brillante moyenne de points mérités de 2,92 avec 120 retraits sur des prises.
Après une saison 2014 plus difficile avec une fiche de deux victoires, 8 défaites et une moyenne de points mérités de 4,55 en 63 manches et un tiers lancées, Cingrani est assigné à l'enclos de relève et n'effectue qu'un départ pour Cincinnati en 2015. En 35 matchs au total et 33 manches et un tiers lancées, sa moyenne s'élève à 5,67 points mérités alloués par partie mais il ramène son taux de retraits sur des prises (10,5 par 9 manches lancées) à ce qu'il était deux années plus tôt.

### Dodgers de Los Angeles
Le 31 juillet 2017, les Reds de Cincinnati échangent Tony Cingrani aux Dodgers de Los Angeles contre le voltigeur Scott Van Slyke et le receveur des ligues mineures Hendrik Clementina.